# 고료정 (시마네현)
고료정(湖陵町)은 시마네현 중부에 있던 정이며 히카와군에 속했다.  2005년 3월 22일, 이즈모시, 히라타시, 다키정, 사다정, 다이샤정과 합병해 이즈모시의 일부가 되었다. 

## 역사
- 1951년 4월 1일 - 니시하마촌, 고난촌이 합병해 고료촌이 성립하였다.
- 1969년 11월 3일 - 정으로 승격해 고료정이 되었다.
- 2005년 3월 22일 - 이즈모시, 히라타시, 다키정, 사다정, 다이샤정과 합병해 새로운 이즈모시가 성립하였다. 동일 고료정은 폐지되었다.

## 교통

### 철도
- 서일본 여객철도
  - 산인 본선

### 도로
- 국도 제9호선